# Chantún
Chantún es una localidad del municipio de Mérida en el estado de Yucatán localizado en el sureste de México.

## Localización
Chantún se encuentra al sur de la ciudad de Mérida.

## Demografía
Según el censo de 2010 realizado por el INEGI, la población de la localidad era de 0 habitantes.
| 54                          | 6 | 0 | 0 | 0 | 0 |
| (Fuente: INEGI [Consultar]) |   |   |   |   |   |

## Galería

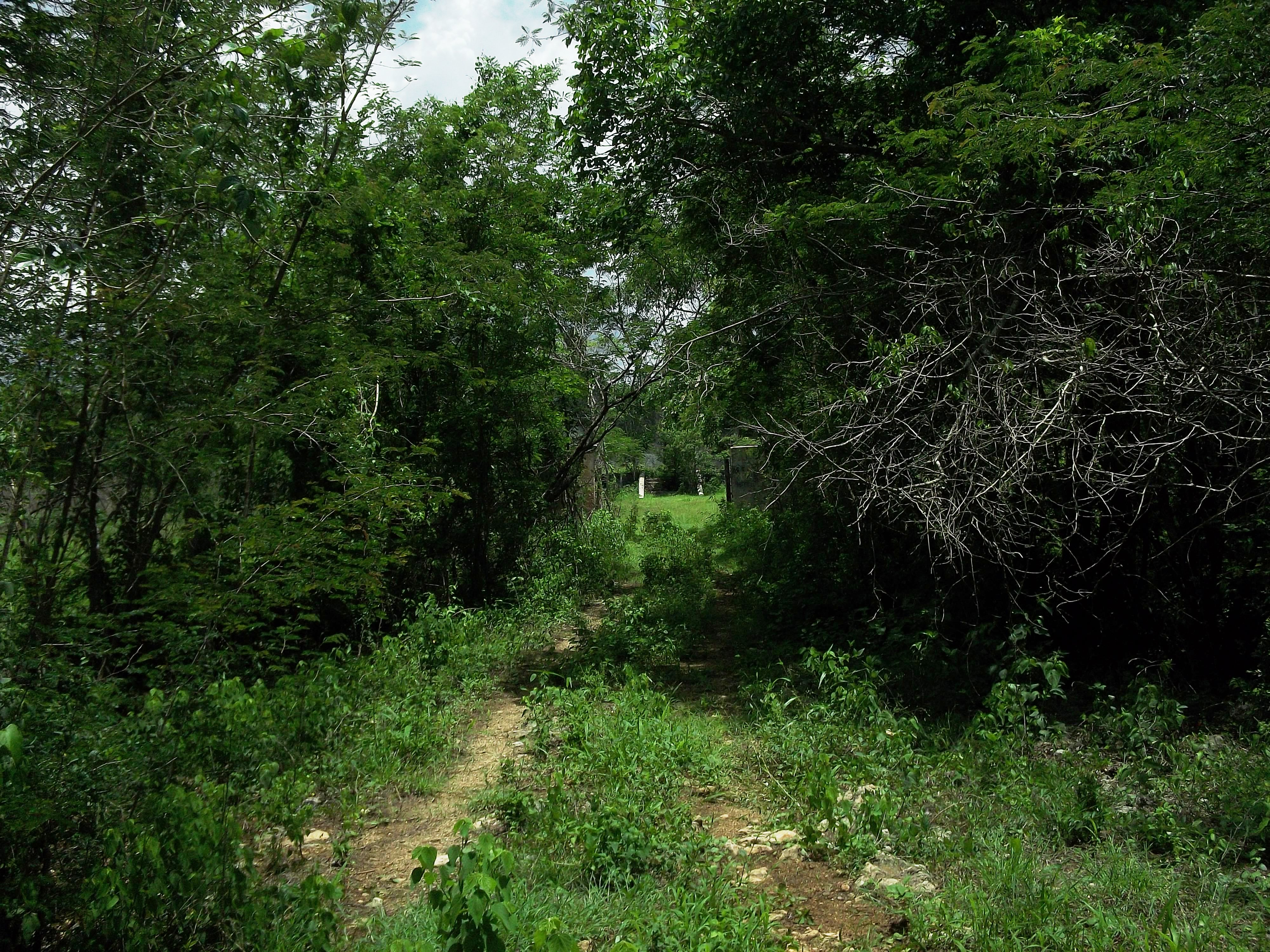
Camino.
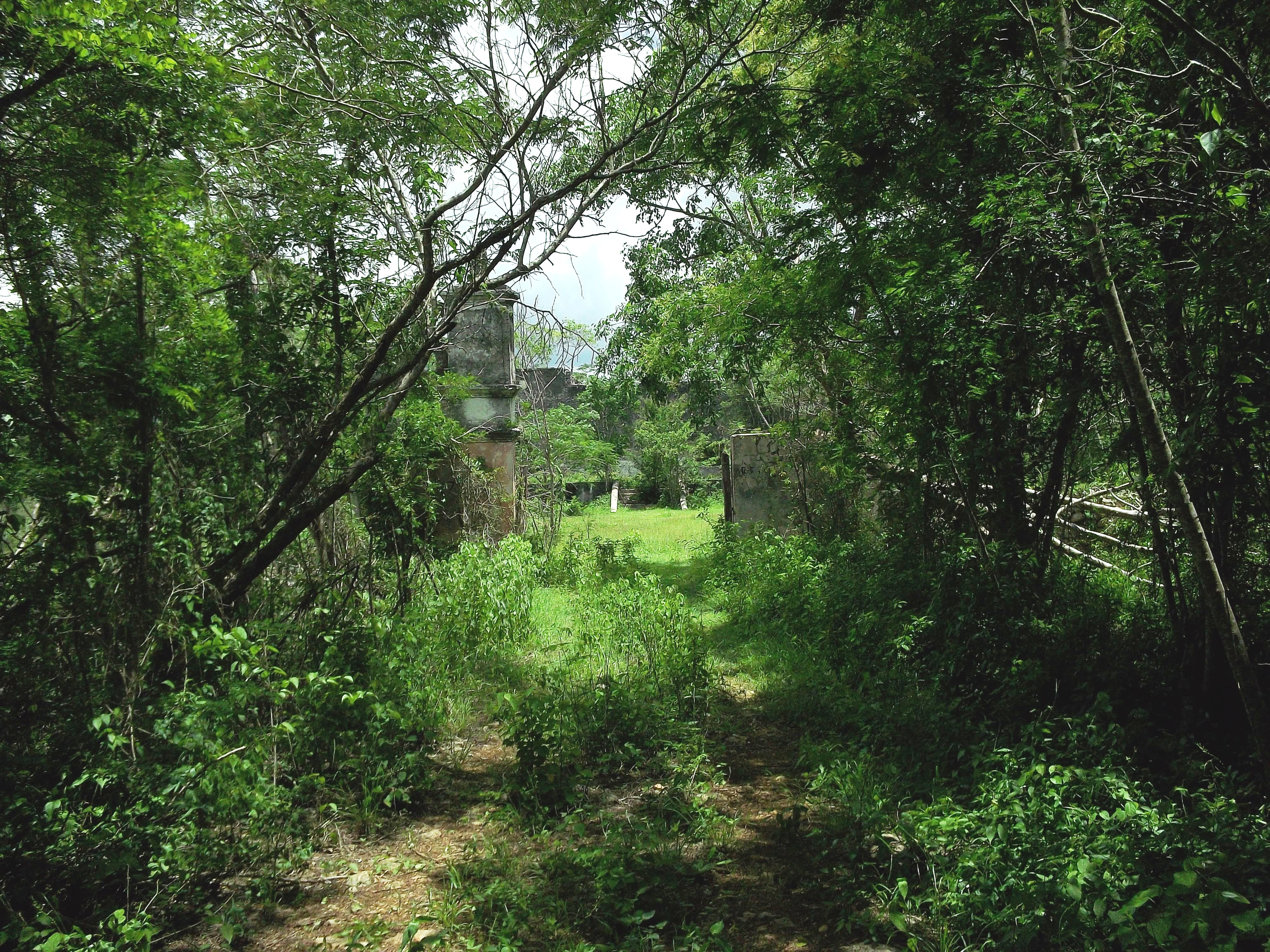
Entrada.
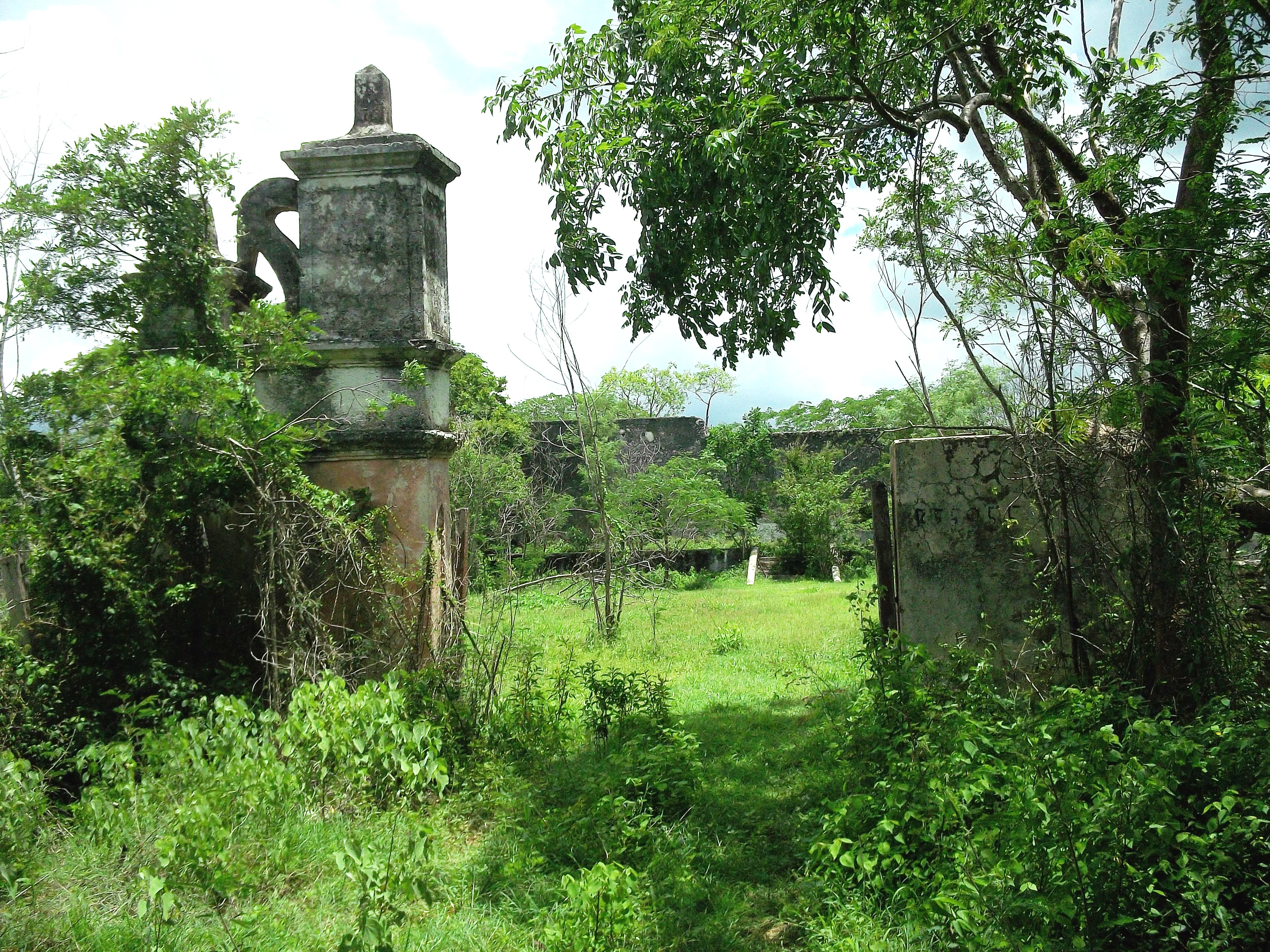
Entrada.
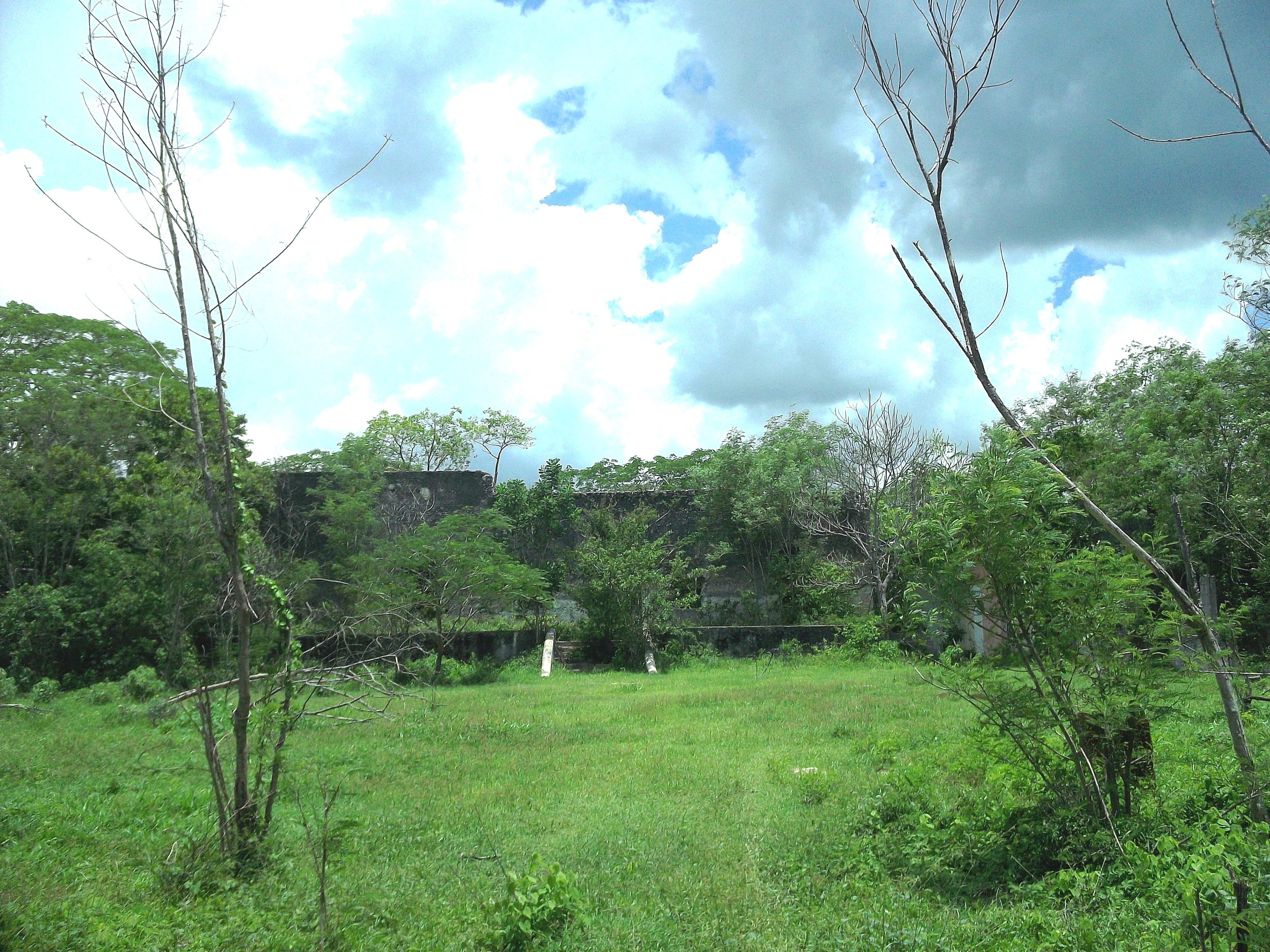
Casa principàl.
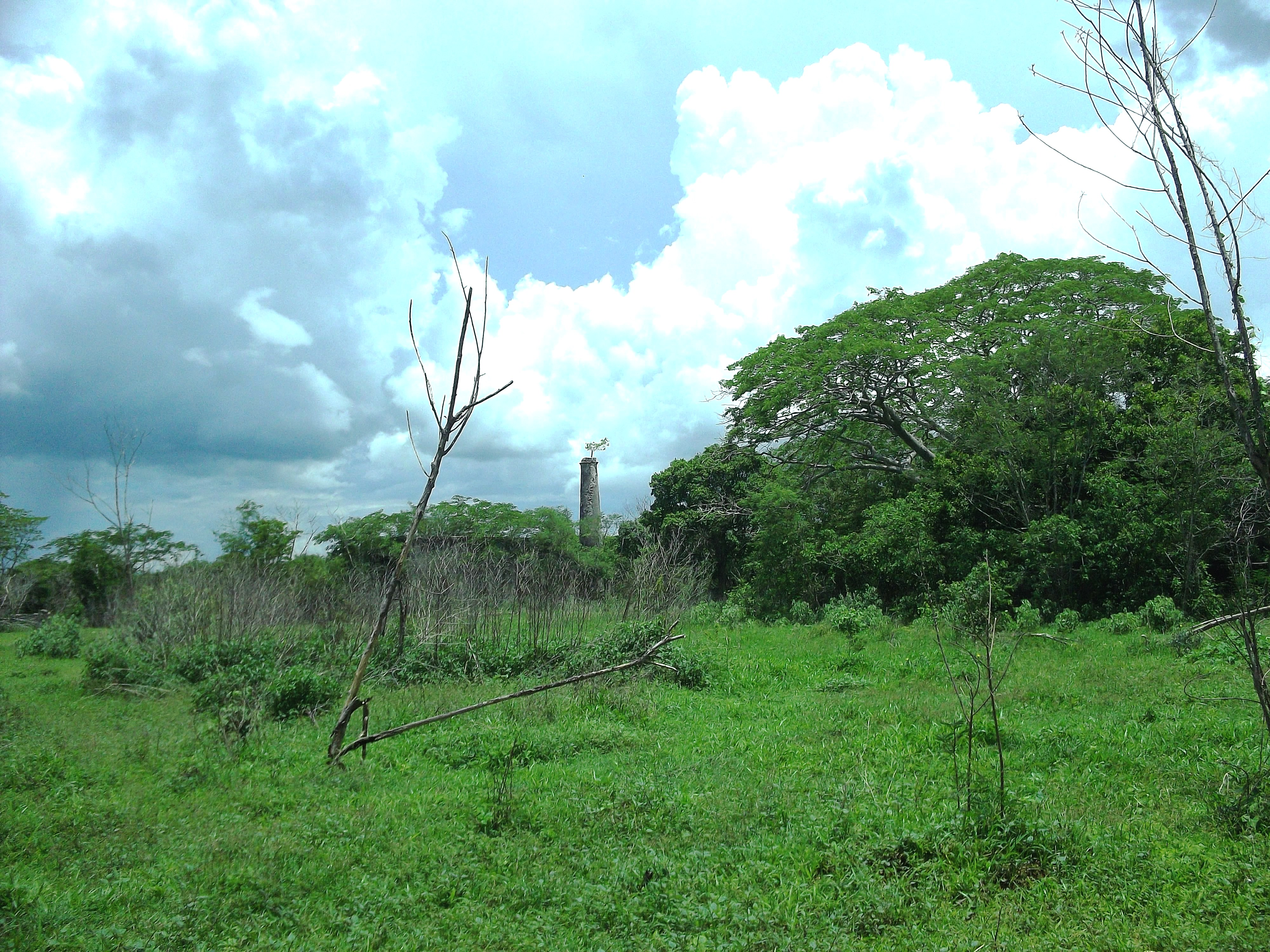
Chimenea.
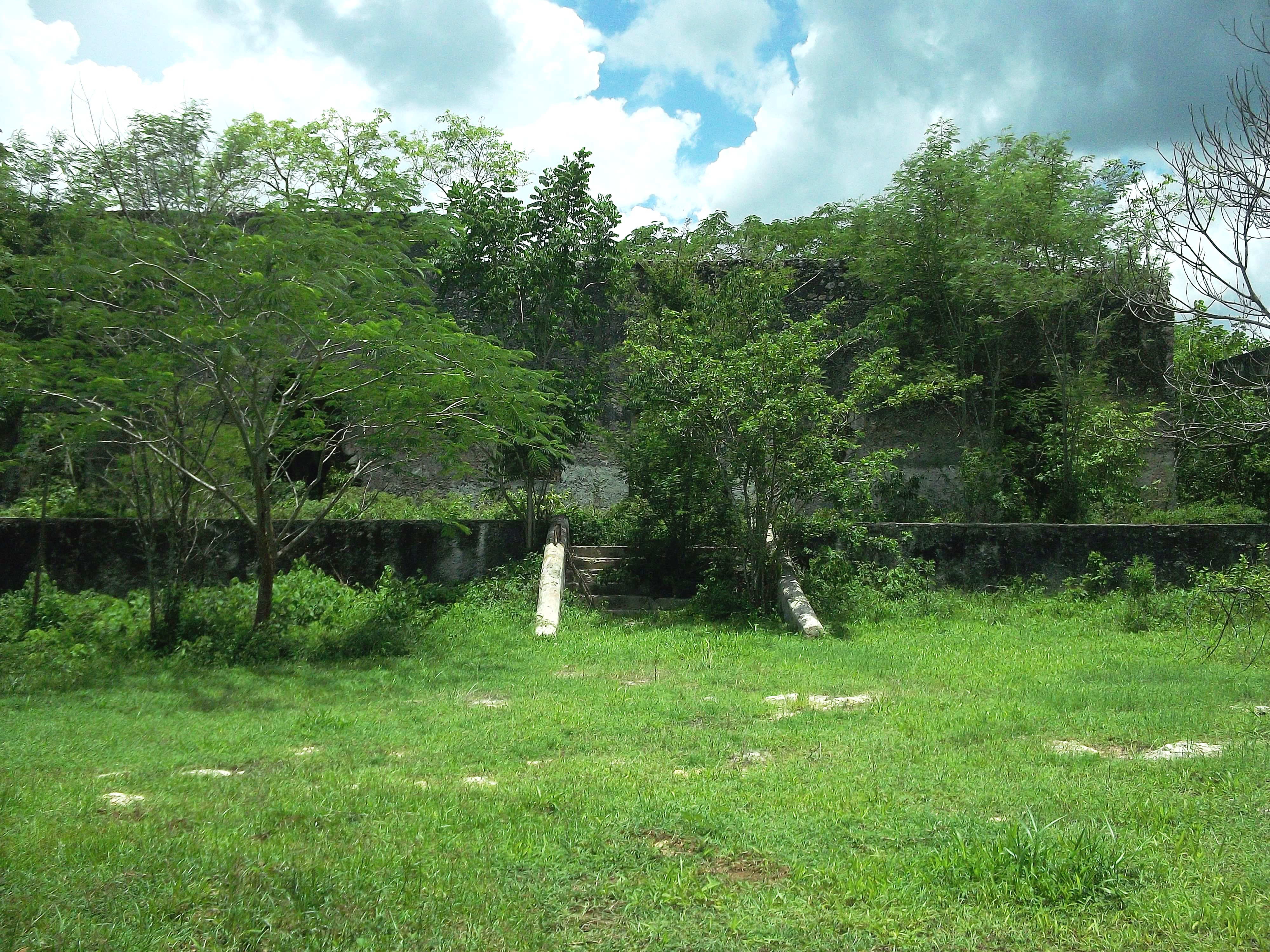
Casa principàl.
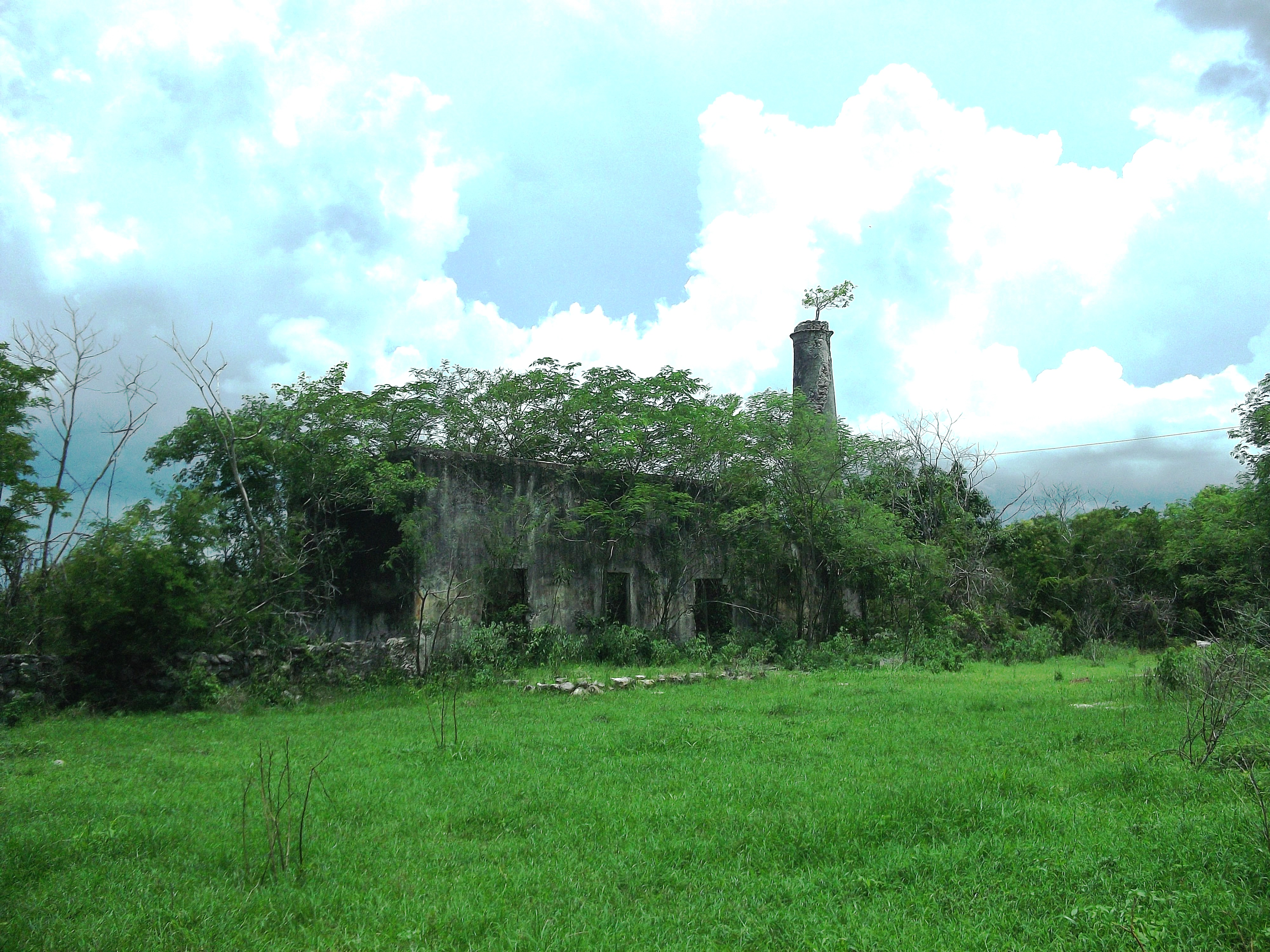
Chimenea.
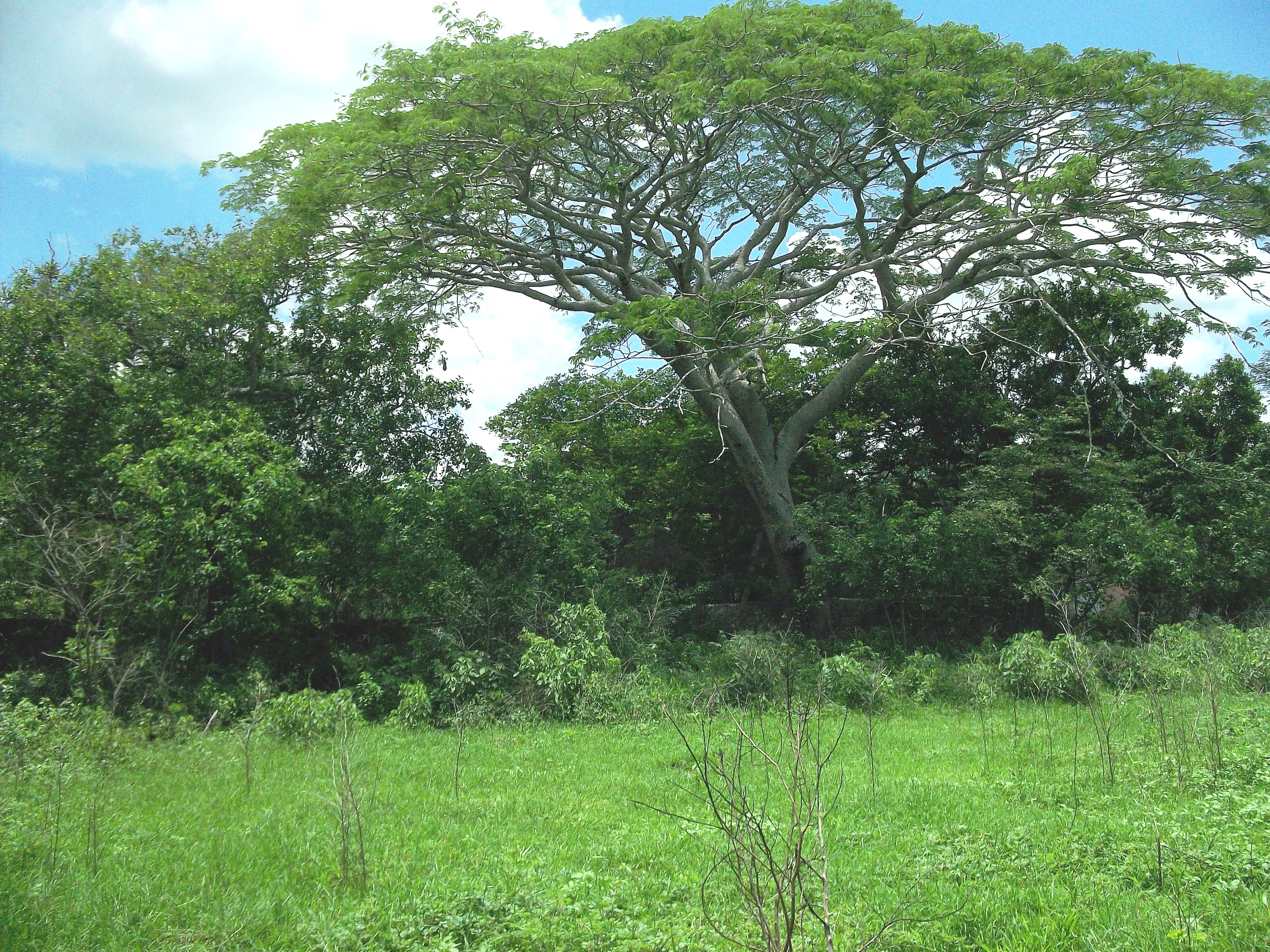
Corral.
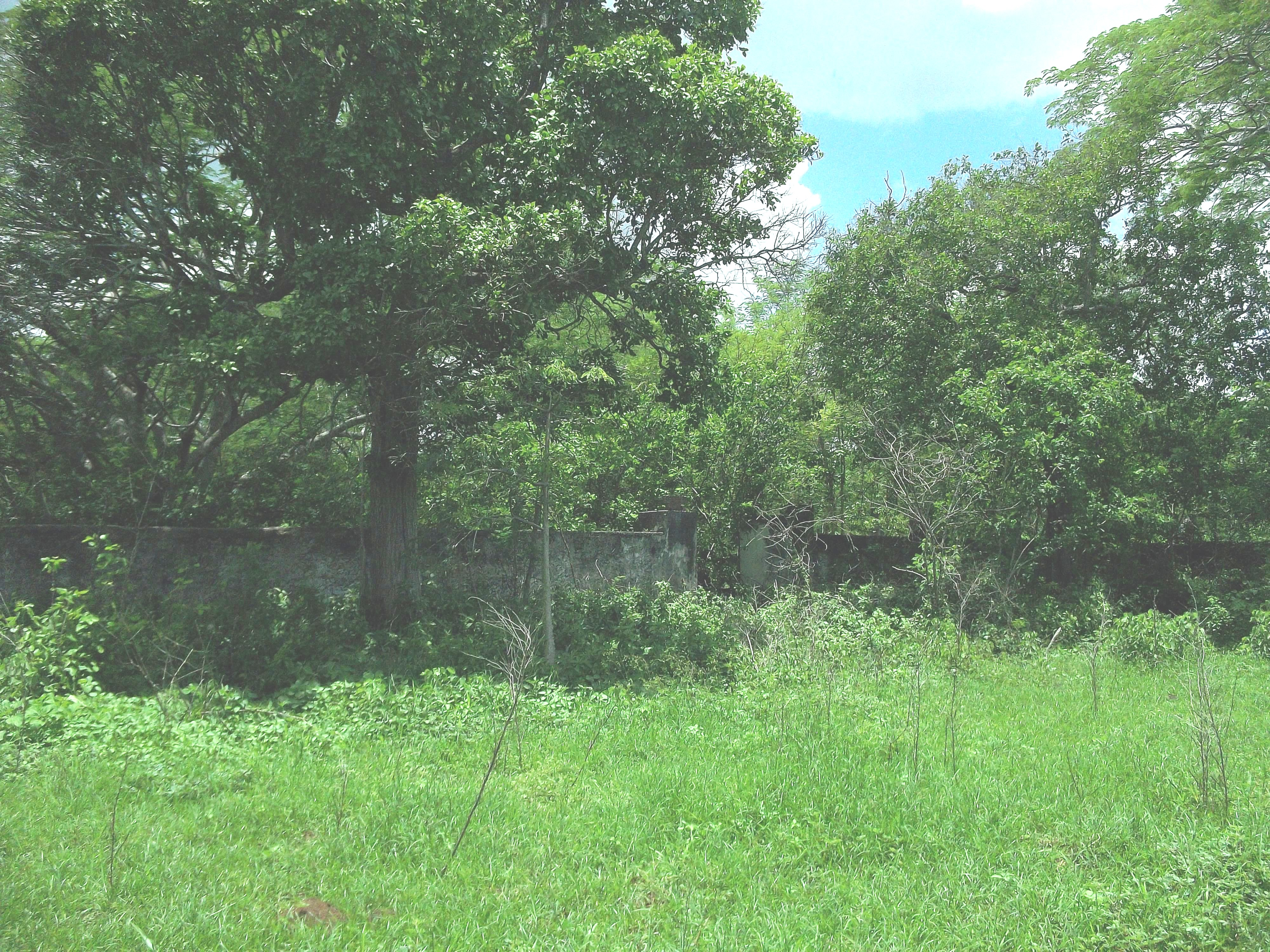
Corral.
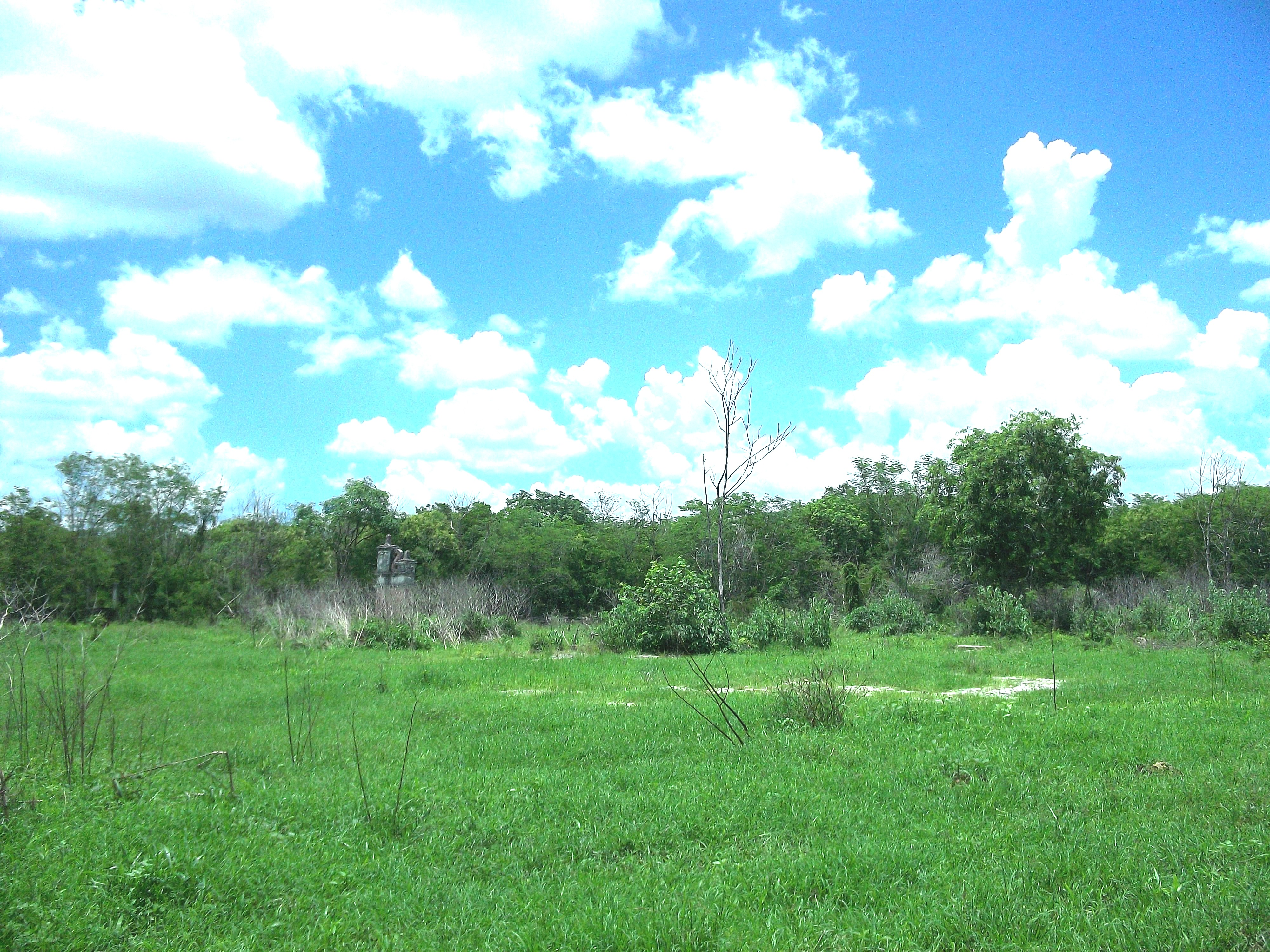
Corral.
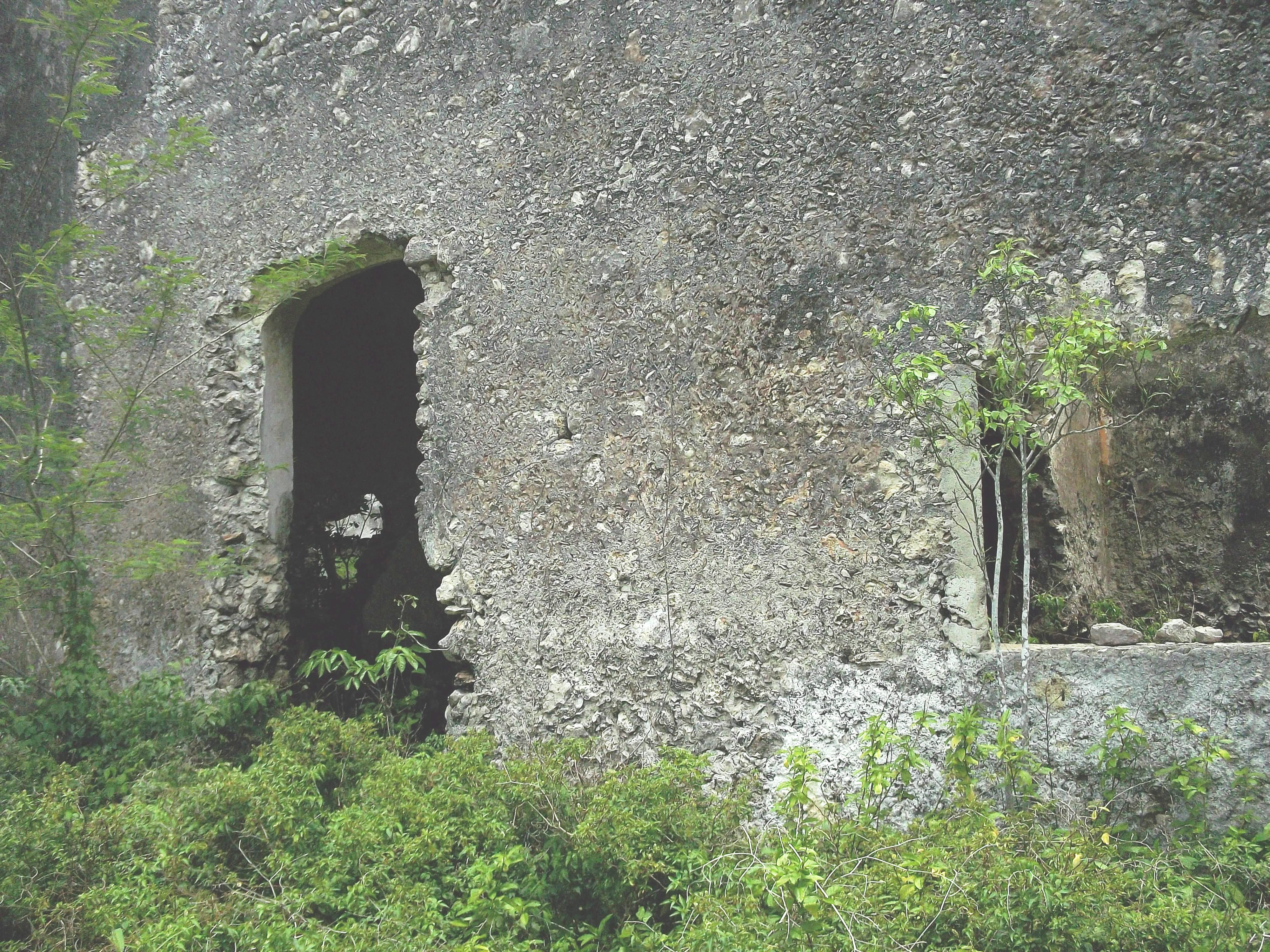
Casa principàl.
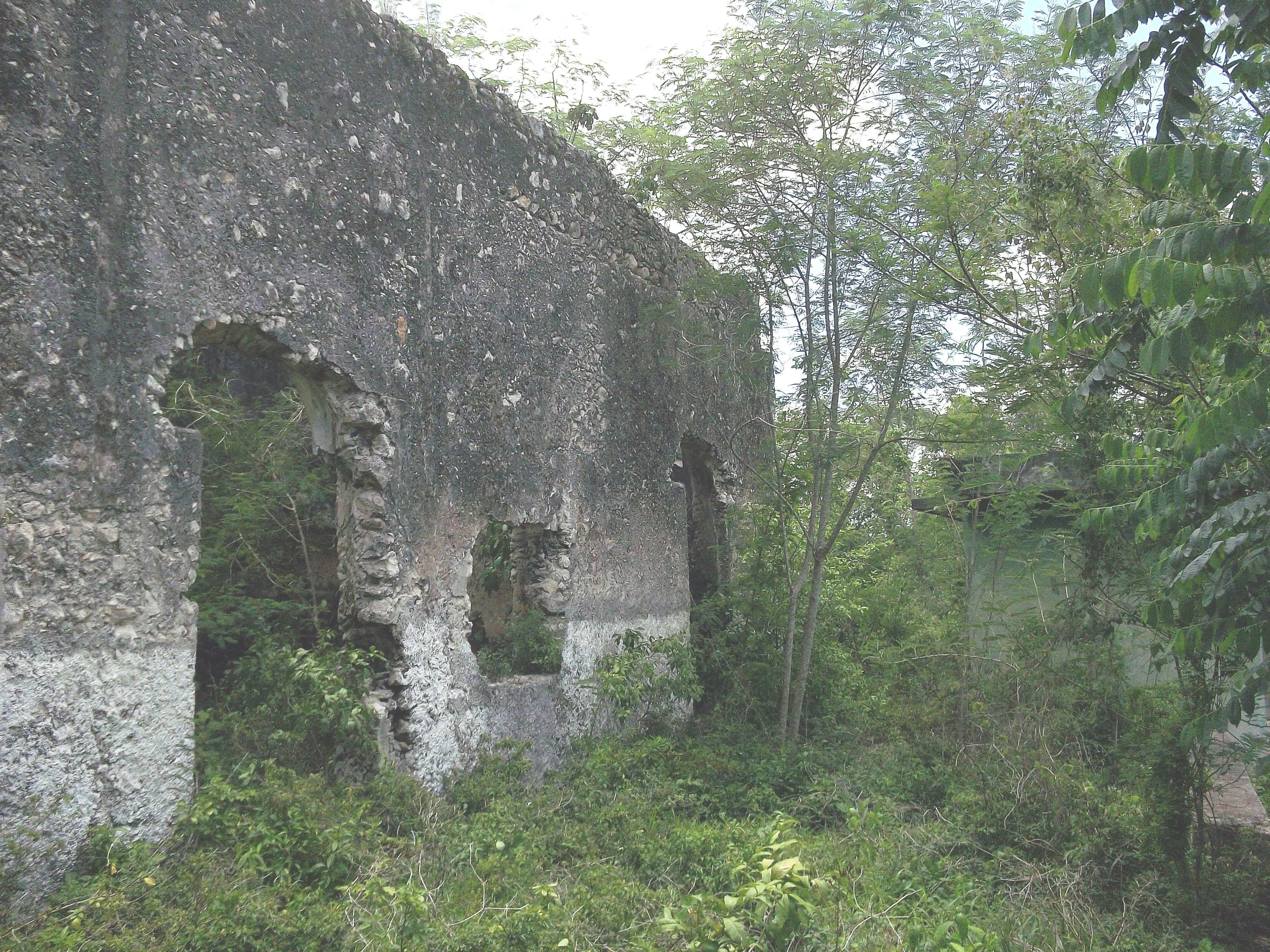
Casa principàl.
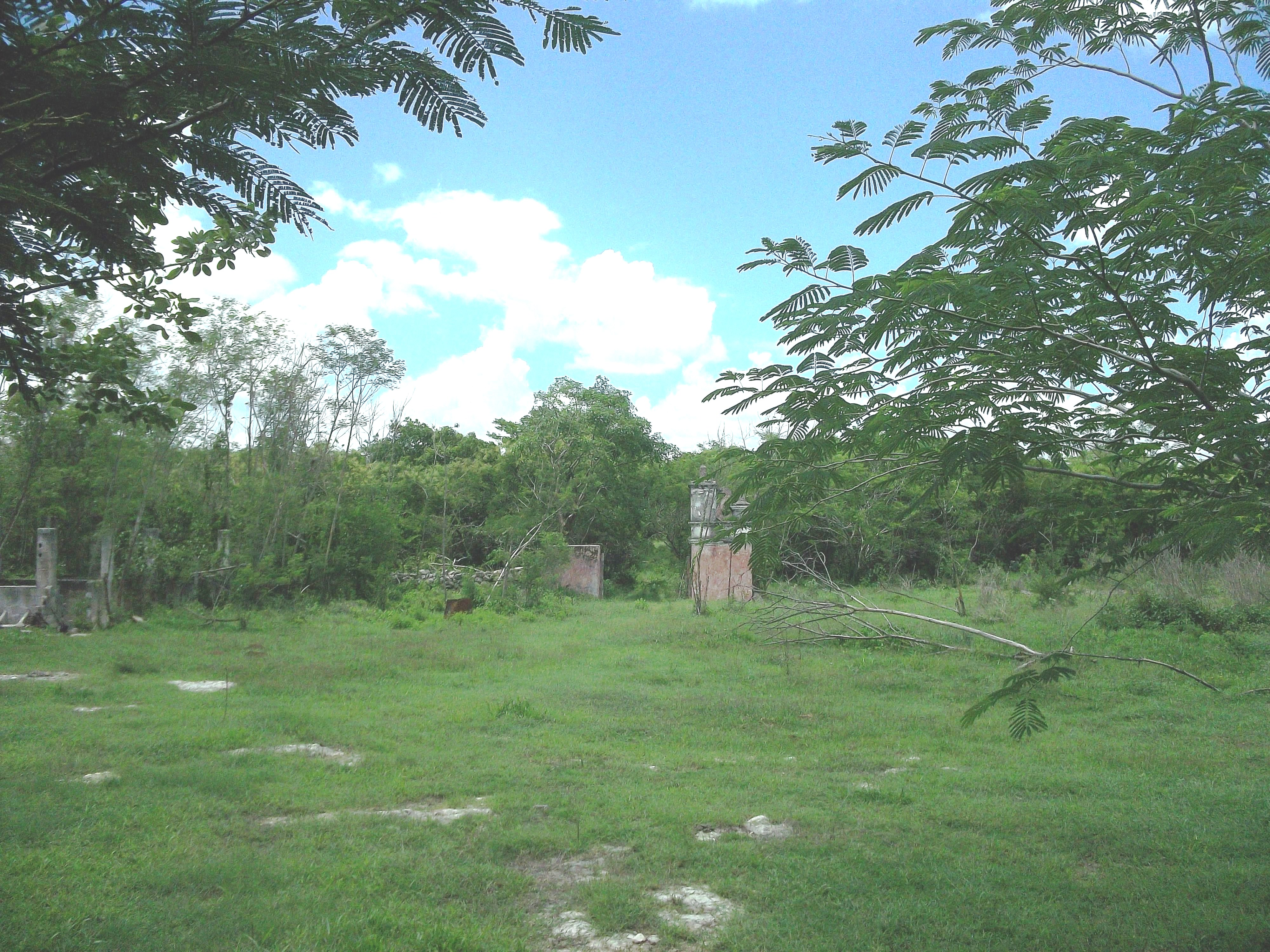
Entrada.
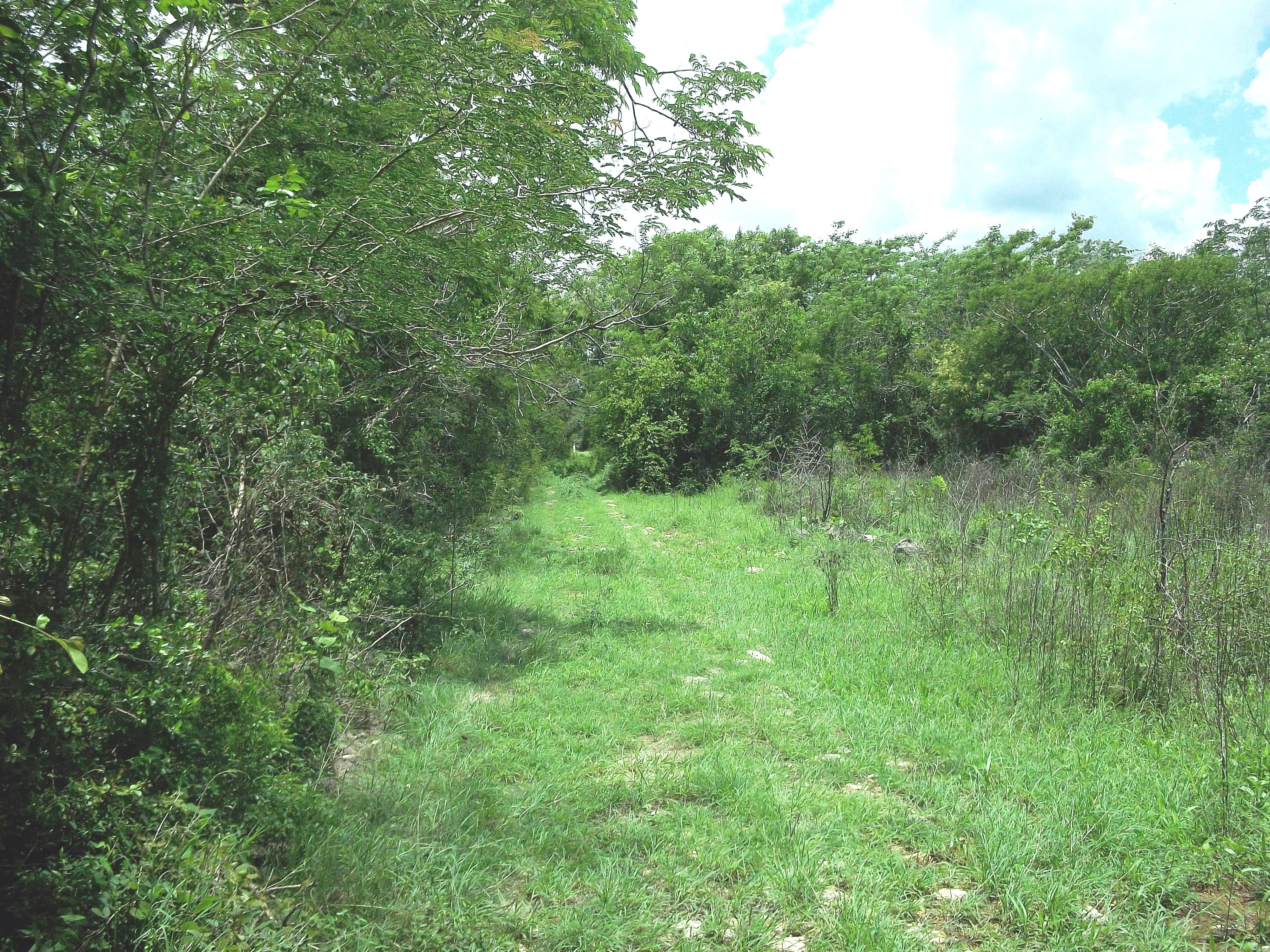
Camino de tranvía rural.
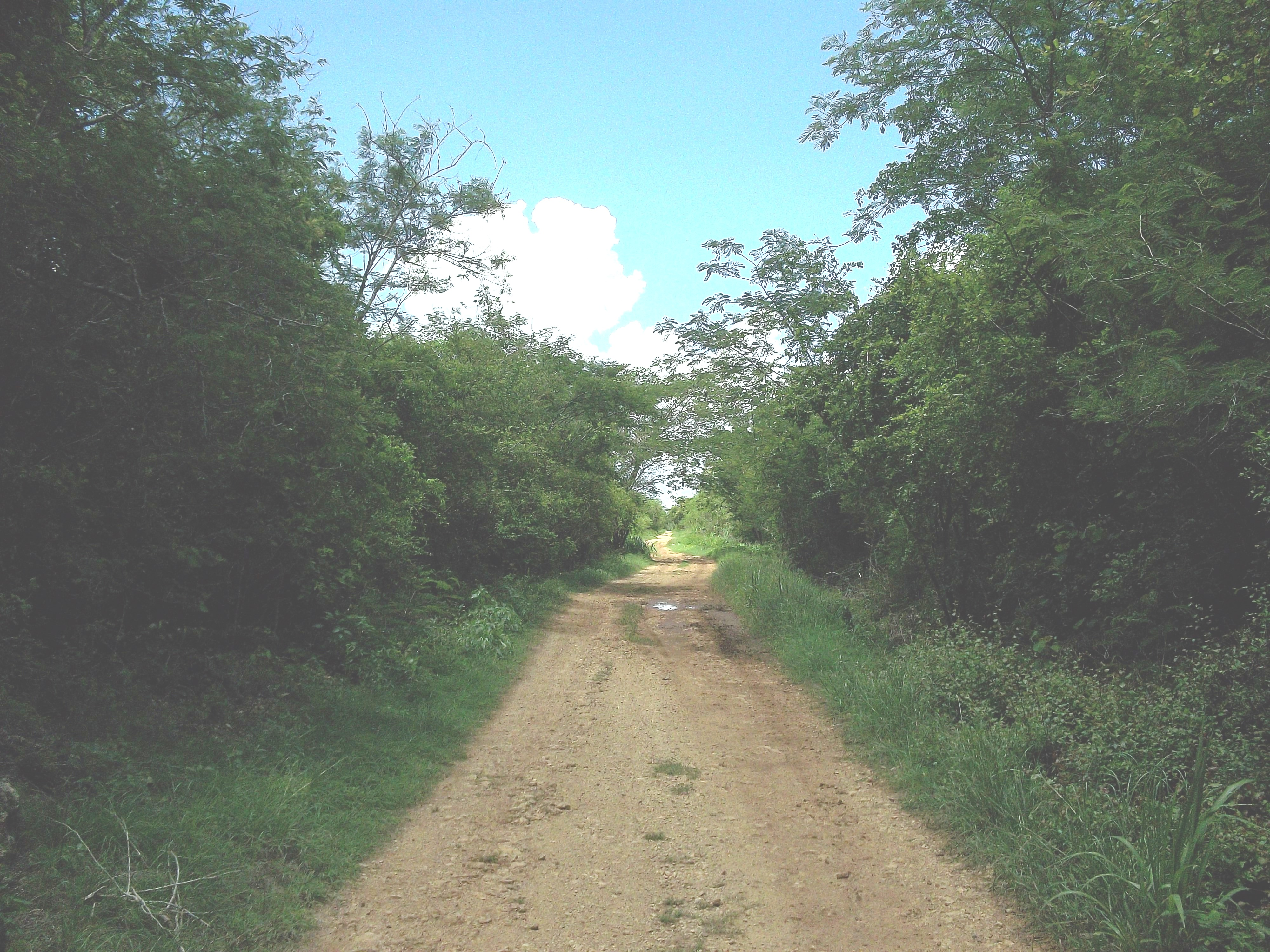
Antigua vía del tren.